# Угрюмов, Афанасий Иванович
Афана́сий Ива́нович Угрю́мов (1822—1885/1886) — русский архитектор, академик архитектуры Императорской Академии художеств.

## Биография
Вольноприходящий ученик Императорской Академии художеств с 1836 года. Пенсионер Главного управления путей сообщения и публичных зданий. За время обучения получил малую (1840) и большую (1843) серебряные медали. В 1844 году окончил курс со званием свободного художника. Звание академика архитектуры (1854).
С 1854 года — на государственной службе.
Архитектор Двора великого князя Константина Николаевича (1850-е), производил работы в Стрельнинском дворце.
Служил при Императорском кабинете, затем, с 1860-х и до конца жизни — в Министерстве финансов.
Был в отставке с 6 сентября 1859 по 6 июня 1860 год. Владел двумя каменными домами в Санкт-Петербурге. В январе 1874 года получил чин действительного статского советника.
Скончался 27 декабря 1885 года (8 января 1886) в Санкт-Петербурге, похоронен на Смоленском православном кладбище.

## Награды
- Денежные подарки (1848, 1850 и 1851); в том числе в размере годового жалования (1849)[2];
- Орден Святого Владимира III степени (1871)[2];
- Орден Святого Станислава I степени (1877)[2];
- Орден Святой Анны I степени (1880)[2];
- Медаль «В память войны 1853—1856»[2];
- Золотая, украшенная бриллиантами, табакерка с вензелевым изображением высочайшего имени (1883)[6].

## Проекты и постройки
- Ограда. Улица Декабристов (Санкт-Петербург), 39 (1858)[3];
- Доходный дом (левая часть). Большой проспект ПС, 6—8 (1860—1863)[3];
- Здания Гербового казначейства (совместно с архитектором А. Ю. Новицким). Дровяная улица, 2 — Рижский проспект, 18 (1875—1877)[3][7];
- Доходный дом. Солдатский переулок, 5 — улица Радищева, 4 (1883; надстроен)[3][8].